# Star Wars Jedi: Upadły zakon
Star Wars Jedi: Upadły zakon (ang. Star Wars Jedi: Fallen Order) – komputerowa przygodowa gra akcji wyprodukowana przez Respawn Entertainment i wydana przez Electronic Arts na platformach Microsoft Windows, PlayStation 4 i Xbox One 15 listopada 2019 roku, a także 11 czerwca 2021 na PlayStation 5 oraz Xbox Series X/S.
Jest to pierwsza gra studia Respawn Entertainment osadzona w uniwersum Gwiezdnych wojen i zarazem pierwsza z cyklu Star Wars Jedi. Jej akcja rozgrywa się pomiędzy trzecią a czwartą częścią filmowej sagi, w czasach panowania Imperium. Gra opowiada historię Cala Kestisa – padawana Jedi, który usiłuje uniknąć śmierci z rąk działających dla Imperium inkwizytorów, mających za zadanie wytropienie i wyeliminowanie wszystkich ocalałych Jedi rozproszonych po galaktyce po upadku zakonu Jedi. Kestis wraz z byłą Jedi imieniem Cere, Laterońskim pilotem Greezem Dritusem, a także droidem BD-1 rozpoczyna podróż mającą na celu odbudowę upadłego zakonu Jedi. W trakcie gry główny bohater odwiedza kilka planet, na których zajmuje się walką z różnego rodzaju przeciwnikami, eksploracją poszczególnych miejsc oraz rozwiązywaniem zagadek.
Produkcję gry rozpoczęto w 2014 roku, kiedy Stig Asmussen, znany m.in. z reżyserii God of War III, dołączył do Respawn Entertainment i wraz ze swoją grupą rozpoczął pracę nad nowym projektem, który w późniejszym czasie przekształcił się w grę osadzoną w świecie Gwiezdnych wojen. Asmussen został reżyserem gry, zaś głównym projektantem poziomów Jeff Magers. Twórcy Upadłego zakonu przy produkcji czerpali inspirację z takich gier jak m.in. The Legend of Zelda: The Wind Waker, Dark Souls czy Metroid Prime. W grze jedną z kreacji w ramach sesji performance capture zagrał Forest Whitaker, który powtórzył swoją rolę z filmu Łotr 1. Gwiezdne wojny – historie.
Gra została pozytywnie oceniona przez krytyków, którzy chwalili głównie system walki gry, opisując go jako „rzucający wyzwanie” i „zmuszający do myślenia” oraz światy do eksploracji określane w recenzjach jako „różnorodne” i „skomplikowane”. Upadły zakon otrzymał szereg nominacji do wielu różnych nagród z dziedziny gier komputerowych (m.in. Game Critics Awards, BAFTA Games Awards i The Game Awards) ostatecznie zdobywając m.in. statuetkę D.I.C.E. Awards jako „najlepsza przygodowa gra roku”.
Produkcja odniosła także sukces komercyjny, sprzedając się do końca maja 2020 w ponad 10 milionach egzemplarzy.
W 2023 roku ukazała się kontynuacja gry – Star Wars Jedi: Ocalały – stworzona również przez Respawn Entertainment wraz ze Stigiem Asmussenem, który powrócił na stanowisko reżysera gry. W 2024 ogłoszono produkcję kolejnej części cyklu rozwijanej przez to samo studio – trzecią odsłonę Star Wars Jedi zapowiedziano jako zwieńczenie trylogii o Calu Kestisie.

## Fabuła

### Tło fabularne
Akcja gry rozgrywa się pomiędzy trzecią a czwartą częścią filmowej sagi Gwiezdnych wojen, na pięć lat po przekształceniu demokratycznej Republiki w złowrogie Imperium Galaktyczne przez Sheeva Palpatine’a. Zakon Jedi został zniszczony, a niemal wszyscy Jedi zostali zabici przez Dartha Vadera i działających na jego polecenie inkwizytorów. Imperium pełni najwyższą władzę w galaktyce, dążąc do wytropienia i całkowitego wyeliminowania wszystkich pozostałych żyjących Jedi rozproszonych po galaktyce.

### Streszczenie fabuły
Głównym bohaterem gry jest jeden z ocalałych Jedi – młody padawan znany jako Cal Kestis, który ukrywa się przed siłami Imperium na planecie Bracca, gdzie pracuje jako złomiarz. Pewnego dnia zostaje on zmuszony do użycia Mocy w celu uratowania swojego przyjaciela Praufa, co zarejestrowuje jedna z imperialnych sond. Za sprawą nagrania Imperium wysyła na Braccę w ślad za Jedi dwie inkwizytorki – „Drugą Siostrę” i „Dziewiątą Siostrę”. „Drugiej Siostrze” udaje się odnaleźć Cala po czym wdaje się z nim w pojedynek na miecze świetlne. Walkę pomiędzy inkwizytorką a padawanem przerywa jednak była Jedi imieniem Cere, która wraz ze swoim kompanem – pilotem Greezem Dritusem – ratuje Kestisa z opresji, zabierając go na pokład swojego statku Modliszka, którym razem opuszczają planetę.
Cere zabiera Cala na planetę Bogano z nadzieją, że ten będzie mógł się dostać do położonego tam starożytnego sanktuarium. Wkrótce Kestis rusza w kierunku sanktuarium, a po drodze zaprzyjaźnia się z małym droidem astromechanicznym BD-1, który pokazuje mu wiadomość od byłego mentora Cere – mistrza Eno Cordovy. W tym nagraniu Cordova ujawnia, że sanktuarium zostało zbudowane przez starożytną cywilizację „Zeffo”, a w jego wnętrzu znajduje się ukryty przez Cordovę holokron zawierający listę dzieci wrażliwych na Moc. Cere wierzy, że zdobycie holokronu może pomóc w odbudowie upadłego zakonu Jedi, jednakże jedynym sposobem na pozyskanie go jest podążanie ścieżką Cordovy.
Cal odwiedza planetę Zeffo, gdzie odkrywa pradawną świątynię, a także pozyskuje wskazówkę, która prowadzi go do Tarffula – wodza wookieech będącego niegdyś przyjacielem Cordovy. Na ojczystej planecie wookieech Kashyyyk główny bohater spotyka rebelianta Sawa Gerrerę, któremu pomaga uwolnić wookieech przetrzymywanych przez Imperium jako niewolników. Cal nie może wówczas odnaleźć Tarfulla, w związku z czym wraca na Zeffo w celu zdobycia większej ilości poszlak dotyczących sanktuarium. Po powrocie na wspomnianą planetę padawan wpada jednak w pułapkę zastawioną przez „Drugą Siostrę”. Ta po stoczeniu z nim walki ujawnia mu swoją tożsamość – wyjawia mu, że w rzeczywistości jest byłą uczennicą Cere znaną niegdyś jako Trilla Suduri. Zdradza mu także, że została schwytana przez Imperium i przeciągnięta na ciemną stronę Mocy po tym jak Cere pod wpływem tortur wyjawiła miejsce ukrycia Trilli. „Druga Siostra” przestrzega też Cala przed Cere, twierdząc, że ta zdradzi go gdy tylko zdobędą holokron. Kestis w końcu dowiaduje się, że aby otworzyć sanktuarium potrzebuje artefaktu Zeffo zwanego Astrium. Wkrótce padawan wraca na Kashyyyk, gdzie spotyka się z Tarfullem. Wódz wookieech instruuje Cala jak dostać się na położne na tej planecie drzewo początku, gdzie znajduje się kolejne nagranie Cordovy. Cal po dotarciu na miejsce i obejrzeniu wiadomości, z której dowiaduje się, że Astrium może odnaleźć w grobowcu Zeffo na Dathomirze zostaje zaatakowany przez „Dziewiątą Siostrę”, którą udaje mu się pokonać.
Cal po odlocie z Kashyyyk odwiedza Dathomirę, gdzie jednak jest niemile widziany przez siostrę nocy – Merrin. Obwinia ona rycerzy Jedi za masakrę jej ludzi z czasów Wojen klonów, w związku z czym nasyła na Cala armię upiorów. Po tym jak padawan przypomina sobie rozkaz 66, kiedy to jego mistrz Jaro Tapal poświęcił swoje życie by go chronić przed śmiercią, kryształ miecza świetlnego należącego do Cala ulega zniszczeniu. Wkrótce Kestis napotyka na swojej drodze Tarona Malicosa – byłego Jedi, który w czasie Czystki Jedi rozbił się na Dathomirze, gdzie usiłował nauczyć się magii Sióstr Nocy z czasem popadając w szaleństwo i ulegając wpływowi ciemnej strony Mocy. Po tym jak Cal odmawia Malicosowi nauki ciemnej strony Merrin atakuje ich obu, po czym padawan opuszcza Dathomirę. Na pokładzie Modliszki Cere zwierza się Calowi, że odcięła się od Mocy po tym jak na krótko uległa ciemnej stronie gdy dowiedziała się, że jej uczennica Trilla stała się inkwizytorką.
Padawan odwiedza planetę Ilum w celu odbudowy miecza świetlnego i odnajduje tam przeznaczony do niego kryształ. Następnie wraca na Dathomirę, gdzie znajduje Astrium i przezwycięża swoje poczucie winy za śmierć swojego mistrza Tapala, a także przekonuje Merrin do pokojowego nastawienia względem Jedi. Cal pokonuje Malicosa z pomocą Merrin, która postanawia dołączyć do załogi Modliszki. Po powrocie na Bogano Kestis uzyskuje dostęp do sanktuarium i wchodzi w posiadanie holokronu, jednakże Trilla atakuje padawana i po stoczeniu z nim walki kradnie holokron. Wkrótce Cere, która postanawia ponownie zostać Jedi w imieniu rady Jedi nadaje Calowi tytuł pełnoprawnego rycerza Jedi. Załoga Modliszki leci do położonej na oceanicznym księżycu planety Mustafar fortecy inkwizytorów, którą Cal i Cere infiltrują. Calowi udaje się pokonać w walce Trillę i odzyskać holokron. Po tym zdarzeniu Cere usiłuje przekonać swoją byłą uczennicę do powrotu na jasną stronę Mocy, jednakże na miejscu zjawia się sam Darth Vader, który zabija Trillę za jej niepowodzenie i żąda od Kestisa poddania się. Cal i Cere wiedząc, że nie mają żadnych szans w starciu z Mrocznym Lordem Sithów rozpoczynają ucieczkę przed Vaderem, który za wszelką cenę chce uniemożliwić dwójce Jedi zabranie holokronu. Wraz z pomocą Merrin Calowi i Cere z ledwością udaje się uciec z fortecy inkwizytorów i opuścić oceaniczny księżyc. Na pokładzie Modliszki grupa bohaterów otwiera holokron, który ukazuje listę dzieci wrażliwych na Moc. Cal jednak – uświadomiwszy sobie, że zgromadzenie i nauka tych dzieci ułatwi Imperium zlokalizowanie młodych adeptów – niszczy holokron, aby to Moc zadecydowała o ich losie.

## Rozgrywka
Star Wars Jedi: Upadły zakon jest jednoosobową przygodową grą akcji należącą do podgatunku Metroidvania. Gracz wciela się w postać Cala Kestisa – padawana Jedi, którego obserwuje z perspektywy trzeciej osoby. Postać gracza dysponująca mieczem świetlnym oraz Mocą eksploruje różne planety takie jak: Bracca, Bogano, Zeffo, Kashyyyk, Dathomira czy Ilum, a także księżyc planety Mustafar Nur. Na ich terenie gracz zajmuje się pokonywaniem rozmaitych przeszkód oraz walką z różnego rodzaju przeciwnikami – od imperialnych szturmowców, droidów, inkwizytorów i maszyn, poprzez łowców nagród oraz Braci i Siostry Nocy, aż po zamieszkujące poszczególne planety stworzenia takie jak m.in. scazzy, fillaki czy wyyyschokki. Oprócz walki na poziomach gry gracz rozwiązuje też różne zagadki umożliwiające mu przejście do określonych obszarów. Nieodłącznym towarzyszem Cala jest droid astromechaniczny BD-1, który pomaga mu w wykonywanych przez niego zadaniach, m.in. hakując różne terminale, zapisując do poradnika taktycznego istotne informacje o nowych rodzajach wrogów, a także lecząc Cala specjalnymi stymami przywracającymi zdrowie.
W miarę rozwoju rozgrywki główny bohater rozwija swoje umiejętności – po zdobyciu wymaganej liczby punktów doświadczenia gracz otrzymuje punkty umiejętności, które po wejściu w tryb medytacji może przeznaczyć m.in. na opanowanie określonego ataku mieczem świetlnym bądź ulepszenie zdolności Cala do posługiwania się Mocą. Oprócz umiejętności wybieranych przez gracza Cal pozyskuje także zdolności, które opanowuje samoczynnie po przejściu danej części gry takie jak np. podwójny skok czy przyciąganie umożliwiające Calowi dostanie się do obszarów, do których wcześniej nie miał dostępu. Gracz może również odnajdywać ukryte na obszarach planet znajdźki takie jak m.in. nowe ponczo dla głównego bohatera, dodatkowe zbiorniki na stym czy elementy do modyfikacji miecza świetlnego.
Zapis gry następuje po dotarciu gracza do punktu kontrolnego i wybraniu przez niego opcji odpoczynku w trakcie medytacji. Odpoczynek oprócz zapisywania gry sprawia, że zdrowie, stymy i zasób mocy Cala regenerują się, a wrogowie w jego otoczeniu ulegają odrodzeniu.
Gracz ma też możliwość (po zebraniu odpowiednich znajdziek) dowolnej personalizacji ubioru głównego bohatera, struktury i wyglądu miecza świetlnego, a także malowania droida BD-1 i statku Modliszka, którym główny bohater podróżuje przez galaktykę.

## Produkcja

### Rozwój projektu
Prace nad grą rozpoczęto w 2014 roku, gdy Stig Asmussen, który uprzednio pracował jako reżyser przy God of War III dołączył do studia Respawn Entertainment i rozpoczął produkcję nowej gry. Projekt, nad którym pracowała grupa Asmussena w ciągu najbliższych dwóch lat przekształcił się w grę osadzoną w świecie Gwiezdnych wojen. W 2016 roku ogłoszono, że Respawn Entertainment wspólnie z Electronic Arts oraz Lucasfilm pracuje nad nową grą wideo osadzoną w tymże uniwersum i obserwowaną z perspektywy trzeciej osoby. Pracownicy Respawn chcieli, aby gra, nad którą rozpoczęli pracę skupiała się na rycerzu Jedi, jednakże wytwórnia Lucasfilm nie chciała zezwolić na takie przedsięwzięcie – zamiast tego zaproponowała studiu opracowanie gry o łowcach nagród. Stig Asmussen – reżyser projektu – stwierdził jednak, że produkcja tego typu gry nie jest specjalnością jego grupy, dodając, że „równie dobrze można w tym momencie od nas wymagać stworzenia gry wyścigowej i raczej nikt nie byłby zadowolony z rezultatów naszej pracy”. Ostatecznie Lucasfilm zgodziła się na produkcję gry o Jedi pod warunkiem, że główny protagonista nie będzie zbyt potężnym użytkownikiem Mocy. Grę po raz pierwszy zapowiedziano jako Star Wars Jedi: Fallen Order podczas E3 w 2018 roku.

### Tworzenie gry
Do projektu zaangażowano Aarona Contrerasa (m.in. Mafia III), który zajął stanowisko głównego scenarzysty i wraz z udziałem kilku innych scenarzystów, w tym Manny’m Hagopianem (m.in. Apex Legends i Titanfall 2) oraz Chrisem Avellone (m.in. Knights of the Old Republic II, Fallout 2 i Prey) napisał fabułę do gry. Głównym projektantem poziomów do Upadłego zakonu został Jeff Magers. Twórcy zdecydowali, aby akcja gry toczyła się pomiędzy trzecią, a czwartą częścią filmowej sagi, w czasach Imperium, gdyż – jak stwierdził Jeff Magers – „jest to idealny okres dla bohatera gry wideo; bohatera, który stanowi migoczący promyk światła w tych naprawdę mrocznych czasach”. Celem twórców było stworzenie gry, w której „gracz mógłby doświadczyć zostawania rycerzem Jedi tak jak jeszcze nigdy dotąd”. W ich zamyśle było także wykreowanie wielu różnorodnych światów, które gracz będzie mógł swobodnie przemierzać i eksplorować:

Naprawdę chcieliśmy stworzyć planety, które będą autentyczne dla świata Gwiezdnych wojen, nawet jeśli będą one nowością w owym uniwersum. W grze znajdują się istniejące już światy takie jak Kashyyyk, ale również te które dopiero tworzymy i definiujemy. (...) Staraliśmy się, aby planety obecne w grze różniły się od siebie, a rozgrywka na każdej z nich była unikatowa.

W założeniu reżysera Upadłego zakonu – Stiga Asmussena – było opracowanie do gry takiego systemu walki, aby potyczki toczone przez gracza w trakcie rozgrywki były „inteligentne i przemyślane”, a także by wymagały one od gracza stosowania pewnego rodzaju strategii. Asmussen przyznał, że głównym źródłem inspiracji przy tworzeniu mechaniki walki w Upadłym zakonie były systemy walki z takich gier jak The Legend of Zelda: The Wind Waker, Dark Souls czy Bloodborne. Reżyser gry zdradził też, że sam projekt poziomów w grze był natomiast w dużej mierze inspirowany serią Metroid, a zwłaszcza grą Metroid Prime
Studio Respawn Entertainment, którego wcześniejsze gry takie jak Titanfall czy Apex Legends opierały się na silniku Source postanowiło, aby Upadły zakon opierał się na silniku Unreal Engine 4. Powodem takiej decyzji był fakt, że silnik z którym Respawn dotychczas pracowało nie nadawał się do tego typu gry, a Unreal Engine 4 bardziej pasował do tego co grupa tworząca grę chciała osiągnąć.
Reżyserem udźwiękowienia gry został Nick Laviers, a głównym dialogistą Harrison Deutsch. Prace nad dźwiękiem odbywały się we współpracy dźwiękowców z Respawn z należącym do Electronic Arts studiem Criterion w Wielkiej Brytanii. Główny dialogista zdradził, że kwestie dialogowe w fikcyjnych językach Gwiezdnych wojen zostały pierwotnie napisane po angielsku, a później były przerabiane na język kosmitów przez aktorów w trakcie improwizacji:

Każdy aktor przypisany do roli obcego najpierw grał daną kwestię po angielsku, czyli w takiej formie w jakiej została napisana, a przy kolejnym podejściu improwizował, tworząc język kosmitów. Aktorzy podczas improwizacji wykorzystywali intonację z wersji granej po angielsku. Do ról obcych specjalnie dobierałem takich aktorów, którzy dobrze wiedzieli jak brzmią języki kosmitów z Gwiezdnych wojen.

W tworzeniu dźwięku do gry brał udział też znany z opracowania udźwiękowienia filmowej sagi Gwiezdnych wojen Ben Burtt, który na potrzeby gry stworzył głos wydawany przez droida BD-1.
Muzykę do gry skomponowali Gordy Haab oraz Stephen Barton. Choć zdecydowana większość utworów w Upadłym zakonie jest autorstwa Haaba i Bartona, w grze pojawiły się też kompozycje Johna Williamsa znane z filmowej sagi. Haab stwierdził, że wprowadzenie muzyki Williamsa do gry było konieczne, aby „przypomnieć odbiorcy, że jest w kanonie i świecie Gwiezdnych wojen”. W Upadłym zakonie pojawiła się także skomponowana na potrzeby gry piosenka „Sugaan Essena” autorstwa mongolskiego zespołu folk metalowego The HU. Tekst piosenki pierwotnie został napisany w języku mongolskim, a później został przerobiony na fikcyjny język Gwiezdnych wojen.

### Wydanie
Grę wydano 15 listopada 2019 roku na PC (Windows), PlayStation 4 oraz Xbox One na miesiąc przed kinową premierą filmu Gwiezdne wojny: Skywalker. Odrodzenie zwieńczającego główny cykl filmowy. Premiera wersji Stadia odbyła się 24 listopada 2020. Gra została wydana w dwóch edycjach – w edycji standardowej oraz edycji „deluxe”. Druga z wymienionych zawiera dodatkowe skórki dla droida BD-1 i statku Modliszka, cyfrowy artbook, a także materiały wideo zza kulis. 4 maja 2020 z okazji światowego dnia Gwiezdnych wojen udostępniona została darmowa aktualizacja, która wprowadziła dodatkowy tryb gry zwany „treningiem medytacyjnym”, nową grę plus oraz zmiany kosmetyczne dla postaci gracza i BD-1. Kolejną darmową aktualizację opublikowano 12 stycznia 2021 roku, a poprawiono w niej wydajność gry uruchamianej na konsolach PlayStation 5 i Xbox Series X/S dzięki kompatybilności wstecznej. 11 czerwca 2021 roku wydano wersję gry przeznaczoną na platformy PlayStation 5 oraz Xbox Series X/S.

## Obsada
| Rola                | Aktor             | Polski dubbing       |
| ------------------- | ----------------- | -------------------- |
| Cal Kestis          | Cameron Monaghan  | Stefan Pawłowski     |
| Cere Junda          | Debra Wilson      | Danuta Stenka        |
| Greez Dritus        | Daniel Roebuck    | Janusz Wituch        |
| „Druga Siostra”     | Elizabeth Grullon | Lidia Sadowa         |
| BD-1                | Ben Burtt         | –                    |
| Saw Gerrera         | Forest Whitaker   | Krzysztof Stelmaszyk |
| Eno Cordova         | Tony Amendola     | Stanisław Biczysko   |
| „Dziewiąta Siostra” | Misty Lee         | Anna Szymańczyk      |
| Taron Malicos       | Liam McIntyre     | Michał Konarski      |
| Merrin              | Tina Ivlev        | Izabela Perez        |
| Jaro Tapal          | Travis Willingham | Norbert Kaczorowski  |
| Darth Vader         | Scott Lawrence    | Artur Dziurman       |

## Odbiór

### Sprzedaż
Star Wars Jedi: Upadły zakon w ciągu pierwszych dwóch tygodni od premiery stał się najszybciej sprzedającą się grą w dystrybucji cyfrowej spośród wszystkich dotychczasowych gier z uniwersum Gwiezdnych wojen. Do końca listopada sprzedano ponad 2 miliony egzemplarzy gry w dystrybucji cyfrowej, w wyniku czego Upadły zakon uplasował się na 3. miejscu listy najlepiej sprzedających się gier konsolowych listopada 2019. W zestawieniu najlepiej sprzedających się gier na komputery osobiste tego samego okresu zajął 6. miejsce. Do stycznia 2020 gra sprzedała się w ponad 8 milionach egzemplarzy, co znacznie przekroczyło oczekiwania wydawcy. Do maja 2020 sprzedano ponad 10 milionów kopii, a w czerwcu 2021 całkowita liczba graczy, którzy zagrali w Upadły zakon wyniosła ponad 20 milionów.

### Krytyka w mediach
Gra została dobrze przyjęta przez krytyków. Według agregatora Metacritic gra zebrała w większości pozytywne recenzje ze średnią ocen wynoszącą 81/100 w wersjach na PC i konsolę Xbox One oraz 79/100 w wersji na PlayStation 4.
Dan Stapleton z serwisu IGN przyznał grze ocenę 9/10, chwaląc m.in. różnorodne lokacje; oprawę audiowizualną dorównującą swoją jakością ostatnim grom z serii Battlefront; efektowne animacje w walkach z trudniejszymi przeciwnikami oraz system walki, który opisał jako „rzucający wyzwanie”. Docenił też występ aktorski Debry Wilson (Cere) i opisał go jako przyćmiewający rolę samego Camerona Monaghana, wcielającego się w głównego bohatera. Skrytykował natomiast system modyfikacji miecza świetlnego, stwierdzając, że zmiany wielu różnych podzespołów w budowie miecza nie wpływają w żaden sposób na jego działanie w trakcie walki. Phil Hornshaw z GameSpotu przyznał Upadłemu zakonowi ocenę 8/10 i wymienił jako jego zalety rozbudowane i ciekawe światy do eksploracji, starannie napisane postacie, a także walkę, którą uznał za „zmuszającą do myślenia”, zwłaszcza w dalszej części gry. Negatywnie wyraził się na temat parowania ciosów podczas walki, które niekiedy zawodzi, mimo że jest wykonywane z wyczuciem czasowym (w szczególności w starciach z bossami). Hornshaw za wadę Upadłego zakonu uznał też zbyt wolno rozwijającą się fabułę na początku gry, która zdaniem recenzenta, podobnie jak bohaterowie, robi wrażenie dopiero w drugiej części gry. Ben Tyrer z portalu GamesRadar+ przyznał grze 4 na 5 gwiazdek, chwaląc walkę, która umożliwia graczowi poczuć się jak prawdziwy Jedi oraz zagadki środowiskowe w stylu Tomb Raidera. Pozytywnie wypowiedział się też o systemie rozwoju umiejętności postaci gracza pozwalającym graczowi na eksperymentowanie z różnymi mocami oraz rozmaitych i skomplikowanych planetach odwiedzanych i eksplorowanych przez gracza w trakcie rozgrywki, które uznał za największy atut gry. Docenił również bohaterów gry, zwłaszcza droida BD-1 oraz „Drugą Siostrę”. Słowa krytyki ze strony Tyrera spadły na nieprecyzyjne elementy platformowe oraz oprawę graficzną gry.
Andrew Reiner z serwisu Game Informer przyznał Upadłemu zakonowi ocenę 8,75/10, pisząc, że najprzyjemniejszym aspektem rozgrywki jest eksploracja świetnie zaprojektownych poziomów przepełnionych ekscytującymi elementami platformowymi i najróżniejszymi wyzwaniami. Przychylnie wyraził się ponadto na temat fabuły gry, którą opisał jako „wciągającą”, a także na temat retrospekcji, które opisał jako „doskonale napisane” i nadające dodatkowy wymiar bohaterom gry. Reiner za największą wadę Upadłego zakonu uznał błędy techniczne takie jak zacinające się animacje.
Emma Kent z Eurogamera pochwaliła „solidną” walkę, przy której „trzeba wykazać się cierpliwością i przemyśleć kolejność, w jakiej należy walczyć z wrogami, gdy ci są w grupie”, przyznając, że wykańczanie przeciwników w filmowym stylu jest „nieprawdopodobnie satysfakcjonujące”. Recenzentka skrytykowała jednakże fabułę, którą uznała za „płytką”, choć Caelyn Ellis z tego samego portalu opisał fabularny finał gry jako „jedno z najdoskonalszych zakończeń gier, jakich kiedykolwiek doświadczył” i „gwiezdnowojenne osiągnięcie na najwyższym poziomie”. Ellis stwierdził też, że „Respawn wie, jak zrobić piekielnie dobrą kampanię dla jednego gracza, a opracowując Upadły zakon studio stworzyło wartościowy rozdział w sadze Gwiezdnych wojen”.
Magazyn „Time” uznał Upadły zakon za „pierwszą wielką grę wideo ze świata Gwiezdnych wojen od dekady”.
Średnia ocen graczy dla Upadłego zakonu w serwisie Gry-Online wyniosła 8,1/10. Gra zajęła także 2. miejsce w plebiscycie „Gra roku” według czytelników tego portalu.

### Nagrody i nominacje
Gra Star Wars Jedi: Upadły zakon była wielokrotnie nominowana do różnych nagród branżowych. Spośród prestiżowych wyróżnień Upadły zakon otrzymał m.in. trzy nagrody Titanium Awards w kategoriach: „gra roku”, „najlepsza gra przygodowa” i „najlepszy projekt poziomów”, nagrody NAVGTR Awards w kategoriach „gra akcji” i „efekty dźwiękowe”, statuetkę D.I.C.E. Awards w kategorii „najlepsza przygodowa gra roku”, a także nagrody za ścieżkę dźwiękową od takich organizacji jak G.A.N.G. Awards, Amerykańskie Stowarzyszenie Kompozytorów, Autorów i Wydawców czy Stowarzyszenie Kompozytorów i Autorów Tekstów. Upadły zakon był też nominowany do The Game Awards w 2020 roku w kategorii „najlepsza przygodowa gra akcji”, jednakże przegrał rywalizację z The Last of Us Part II.
| Rok  | Nagroda                                                      | Kategoria                                                     | Rezultat  | Źródło               |
| ---- | ------------------------------------------------------------ | ------------------------------------------------------------- | --------- | -------------------- |
| 2019 | Game Critics Award                                           | Najlepszy zaprezentowany produkt                              | Nominacja | [ 57 ]               |
| 2019 | Game Critics Award                                           | Najlepsza gra konsolowa                                       | Nominacja | [ 57 ]               |
| 2019 | Game Critics Award                                           | Najlepsza przygodowa gra akcji                                | Nominacja | [ 57 ]               |
| 2019 | Titanium Awards                                              | Gra roku                                                      | Wygrana   | [ 49 ]               |
| 2019 | Titanium Awards                                              | Najlepszy projekt poziomów                                    | Wygrana   | [ 49 ]               |
| 2019 | Titanium Awards                                              | Najlepsza gra przygodowa                                      | Wygrana   | [ 49 ]               |
| 2020 | D.I.C.E. Awards                                              | Wybitne osiągnięcie w pisaniu postaci (Greez)                 | Nominacja | [ 58 ] [ 51 ]        |
| 2020 | D.I.C.E. Awards                                              | Przygodowa gra roku                                           | Wygrana   | [ 58 ] [ 51 ]        |
| 2020 | NAVGTR Awards                                                | Oprawa artystyczna w grze fantastycznej                       | Nominacja | [ 50 ]               |
| 2020 | NAVGTR Awards                                                | Reżyseria w przerywnikach filmowych                           | Nominacja | [ 50 ]               |
| 2020 | NAVGTR Awards                                                | Gra akcji                                                     | Wygrana   | [ 50 ]               |
| 2020 | NAVGTR Awards                                                | Aktorski występ pierwszoplanowy w dramacie (Cameron Monaghan) | Nominacja | [ 50 ]               |
| 2020 | NAVGTR Awards                                                | Aktorski występ drugoplanowy w dramacie (Debra Wilson)        | Nominacja | [ 50 ]               |
| 2020 | NAVGTR Awards                                                | Montaż dźwięku w przerywnikach filmowych                      | Nominacja | [ 50 ]               |
| 2020 | NAVGTR Awards                                                | Efekty dźwiękowe                                              | Wygrana   | [ 50 ]               |
| 2020 | SXSW Gaming Awards                                           | Gra komputerowa roku                                          | Nominacja | [ 59 ] [ 60 ] [ 61 ] |
| 2020 | SXSW Gaming Awards                                           | Doskonałość w rozgrywce                                       | Nominacja | [ 59 ] [ 60 ] [ 61 ] |
| 2020 | SXSW Gaming Awards                                           | Doskonałość w udźwiękowieniu                                  | Wygrana   | [ 59 ] [ 60 ] [ 61 ] |
| 2020 | SXSW Gaming Awards                                           | Doskonałe osiągnięcie w tworzeniu efektów wizualnych          | Nominacja | [ 59 ] [ 60 ] [ 61 ] |
| 2020 | British Academy Games Awards                                 | Osiągnięcie w udźwiękowieniu                                  | Nominacja | [ 62 ]               |
| 2020 | British Academy Games Awards                                 | Fabuła                                                        | Nominacja | [ 62 ]               |
| 2020 | G.A.N.G. Awards                                              | Udźwiękowienie roku                                           | Nominacja | [ 52 ]               |
| 2020 | G.A.N.G. Awards                                              | Muzyka roku                                                   | Wygrana   | [ 52 ]               |
| 2020 | G.A.N.G. Awards                                              | Projekt udźwiękowienia roku                                   | Nominacja | [ 52 ]               |
| 2020 | G.A.N.G. Awards                                              | Najlepsze udźwiękowienie w przerywnikach filmowych            | Nominacja | [ 52 ]               |
| 2020 | G.A.N.G. Awards                                              | Najlepsze dialogi                                             | Nominacja | [ 52 ]               |
| 2020 | G.A.N.G. Awards                                              | Najlepszy oryginalny utwór instrumentalny                     | Nominacja | [ 52 ]               |
| 2020 | G.A.N.G. Awards                                              | Najlepsza oryginalna chóralna kompozycja („Cordova’s Theme”)  | Wygrana   | [ 52 ]               |
| 2020 | G.A.N.G. Awards                                              | Najlepsze miksowanie dźwięku                                  | Nominacja | [ 52 ]               |
| 2020 | Amerykańskie Stowarzyszenie Kompozytorów, Autorów i Wydawców | Najlepsza muzyka roku do gry wideo                            | Wygrana   | [ 53 ]               |
| 2020 | The Game Awards                                              | Najlepsza przygodowa gra akcji                                | Nominacja | [ 55 ]               |
| 2020 | Stowarzyszenie Kompozytorów i Autorów Tekstów                | Wybitna muzyka oryginalna do mediów interaktywnych            | Wygrana   | [ 54 ]               |

## Kontynuacje
W kwietniu 2023 premierę miał sequel gry – Star Wars Jedi: Ocalały. Za opracowanie kontynuacji Upadłego zakonu – podobnie jak za stworzenie pierwszej części gry – odpowiadało studio Respawn Entertainment wraz ze Stigiem Asmussenem, który ponownie objął funkcję reżysera gry. W projekt oprócz Respawn zaangażowany był też reaktywowany dwa lata wcześniej Lucasfilm Games. Gra została wydana na platformach Microsoft Windows, PlayStation 5 oraz Xbox Series X/S. Akcja gry rozgrywa się na pięć lat po wydarzeniach ukazanych w Upadłym zakonie i przedstawia dalsze losy Cala Kestisa, będącego już pełnoprawnym rycerzem Jedi.
Ponadto w marcu 2023 wydano powiązaną z grami cyklu Jedi powieść pod tytułem Star Wars Jedi. Wojenne blizny autorstwa Sam Maggs. Fabuła książki skupia się wokół załogi Modliszki w okresie pomiędzy Upadłym zakonem, a wydarzeniami z Ocalałego.
We wrześniu 2024 potwierdzono, że Respawn Entertainment rozwija trzecią grę o Calu Kestisie. Stig Asmussen będący reżyserem dwóch poprzednich odsłon serii, tym razem nie odpowiada za projekt, gdyż rok wcześniej opuścił Respawn. Zapowiedziano, że planowana gra będzie ostatnią w cyklu Star Wars Jedi, który docelowo ma być trylogią.